# Welzow
Welzow település Németországban, azon belül Brandenburgban. Lakosainak száma 3229 fő (2023. december 31.). Welzow Elsterheide és Spremberg községekkel határos.

## Népesség
A település népességének változása:
| Lakosok száma | 5602 | 4838 | 4183 | 3806 | 3645 | 3317 | 3274 | 3297 | 3229 |
|               | 1990 | 2000 | 2005 | 2010 | 2015 | 2020 | 2021 | 2022 | 2023 |